# Hannah McFadden
Pour les articles homonymes, voir McFadden.
Hannah McFadden, née le 23 janvier 1996 à Durrës en Albanie, est une athlète handisport américaine d'origine albanaise. Elle est la sœur adoptive de la championne paralympique Tatyana McFadden.

## Biographie
Née avec une déformation au niveau de la jambe gauche, elle est finalement amputée au-dessous du genou. Elle est adoptée par un couple américain alors qu'elle est âgée de 3 ans. Elle débute le handisport avec la natation pour tenter de se faire un nom sans être dans l'ombre de sa sœur mais se tourne finalement vers l'athlétisme. Bien qu'elle soit capable de porter une prothèse, elle préfère concourir en fauteuil roulant. Elle fait ses études à l'Université de l'Illinois à Urbana-Champaign, qui a une section pour les athlètes en fauteuil roulant.
Alors qu'elle est âgée de 16 ans à peine, elle participe aux Jeux paralympiques d'été de 2012, devenant la plus jeune athlète de l'histoire de l'équipe américaine,, compétition où elle termine 8e du 100 m T54. Aux Jeux paralympiques d'été de 2016, elle participe au relais 4 x 100 m T54 avec sa sœur, Cheri Madsen et Amanda McGrory qui termine second de la course mais est finalement disqualifié.
Lors de sa participation aux Championnats du monde d'athlétisme handisport 2015, elle remporte deux médailles de bronze (100 m et 200 m T54) et deux autres lors des Championnats du monde de 2017 (100 m et 200 m T54).

## Palmarès

### Jeux paralympiques
- Jeux paralympiques d'été de 2012 à Londres ( Royaume-Uni) :
  - 8e du 100 m T54
- Jeux paralympiques d'été de 2016 à Rio de Janeiro ( Brésil) :
  - 4e du 100 m T54
  - 7e du 400 m T54

### Championnats du monde handisport
- Championnats du monde handisport 2015 à Doha ( Qatar) :
  -  médaille de bronze du 100 m T54
  -  médaille de bronze du 200 m T54
- Championnats du monde handisport 2017 à Londres ( Royaume-Uni) :
  -  médaille de bronze du 100 m T54
  -  médaille de bronze du 200 m T54